# Stajki
Stajki (belarussisch Стайкі, russisch Стайки, engl. Transkription Stayki) ist ein kleiner Ort, der sich 12 Kilometer südöstlich von Minsk, der Hauptstadt von Belarus befindet. In Stajki befindet sich ein Sportkomplex, wo sich seit den 1970er Jahren die Leichtathleten der früheren Sowjetunion und später von Belarus in Stajki auf die Olympischen Sommerspiele sowie auf weitere internationale Höhepunkte vorbereiten. Dabei werden häufig Weltspitzenleistungen erzielt.
Als Sport-Standort wurde Stajki seit 1947 aufgebaut – zunächst als Zeltlager, später entstanden einfache Holzhäuser. Vor den Olympischen Sommerspielen 1980, die in der sowjetischen Hauptstadt Moskau stattfanden, wurde eine Reihe von Hotels errichtet.
Inzwischen umfasst der gesamte Sportkomplex eine Fläche von 88 Hektar und bietet Anlagen für 20 Sportarten.